# Distretto di Dali
Il distretto di Dali (caratteri cinesi: 大里區) è un distretto di Taiwan, situato all'estremità orientale della municipalità di Taichung. Dali è la città più popolosa della contea, e la diciannovesima in tutta la nazione.
Il nome deriva dai caratteri 大里杙, che si leggono dali yi. Dali è il nome originale dato al luogo dagli aborigeni, mentre yi deriva dal nome di un'area di lavoro rialzata dove venivano legate le zattere, tipiche imbarcazioni degli antichi popoli indigeni.

## Storia
Importante snodo per i trasporti, l'area intorno e comprendente Dali è stata la prima a svilupparsi della contea di Taichung. Grazie a questo suo sviluppo, la città ha iniziato ad attirare molti emigranti cinesi che fuggivano dalla madrepatria durante il regno della dinastia Qing, rendendola così oggi una delle venti città più popolose dell'isola.

## Infrastrutture e trasporti
- Autostrada Nazionale No. 3 (209)
- 台3線
- 台63線
- 縣道129號

## Istruzione

### Università
- Hsiuping Institute of Technology, su hit.edu.tw. URL consultato il 24 luglio 2010 (archiviato dall'url originale il 26 giugno 2009).

### Istituti d'istruzione superiore
- National Dali Senior High School
- Taichung county of Dali senior High School, su dljh.tcc.edu.tw. URL consultato il 24 luglio 2010 (archiviato dall'url originale il 5 aprile 2008).
- Ta ming senior High School, su tmsh.tcc.edu.tw. URL consultato il 24 luglio 2010 (archiviato dall'url originale il 4 aprile 2008).
- Chito tai senior High School, su ctas.tcc.edu.tw. URL consultato il 24 luglio 2010 (archiviato dall'url originale il 9 aprile 2008).
- Youth senior High School, su ysjh.tcc.edu.tw. URL consultato il 24 luglio 2010 (archiviato dall'url originale il 9 aprile 2008).
- Lizen senior High School, su lzsh.tcc.edu.tw. URL consultato il 24 luglio 2010 (archiviato dall'url originale il 4 aprile 2008).